# Aleksandr Vinogradov (hockey sur glace, 1918)
Pour les articles homonymes, voir Aleksandr Vinogradov.
Aleksandr Nikolaïevitch Vinogradov - en russe : Александр Николаевич Виноградов, en anglais : Alexander Nikolayevich Vinogradov - (né le 28 février 1918 à Moscou en URSS - mort le 10 décembre 1988) est un joueur professionnel russe de hockey sur glace devenu entraîneur.

## Biographie

### Carrière de joueur
Il commence sa carrière professionnelle en championnat d'URSS avec le VVS MVO Moscou en 1946. L'équipe remporte trois titres nationaux consécutifs en 1951, 1952 et 1953. Il glane un quatrième titre avec le CSKA Moscou en 1955. Il met alors un terme à sa carrière.

### Carrière internationale
Il représente l'URSS à 13 reprises (aucun but). Il remporte l'or au championnat du monde 1954.

## Trophées et honneurs personnels
- Championnat d'URSS
  - 1947, 1948, 1949, 1950, 1951, 1952 : élu dans l'équipe d'étoiles.

## Statistiques

### En équipe nationale
| Année | Équipe | Compétition          |   | PJ | B | A | Pts | Pun           |  | Résultat |
| 1954  | URSS   | Championnat du monde | 6 | 0  | 0 | 0 |     | Médaille d'or |  |          |